# Peter Šoška
Peter Šoška (Žilina, 21 de octubre de 1976) es un deportista eslovaco que compitió en piragüismo en la modalidad de eslalon. Ganó una medalla de bronce en el Campeonato Mundial de Piragüismo en Eslalon de 2006 y tres medallas en el Campeonato Europeo de Piragüismo en Eslalon entre los años 1996 y 2004.
Su hermano Ľuboš también fue un piragüista de eslalon.

## Palmarés internacional
| Campeonato Mundial | Campeonato Mundial      | Campeonato Mundial | Campeonato Mundial |
| Año                | Lugar                   | Medalla            | Competición        |
| ------------------ | ----------------------- | ------------------ | ------------------ |
| 2006               | Praga (República Checa) | Medalla de bronce  | C2 por equipos     |
| Campeonato Europeo |                         |                    |                    |
| Año                | Lugar                   | Medalla            | Competición        |
| 1996               | Augsburgo (Alemania)    | Medalla de bronce  | C2 por equipos     |
| 2000               | Mezzana (Italia)        | Medalla de plata   | C2 por equipos     |
| 2004               | Skopie (Macedonia)      | Medalla de plata   | C2 por equipos     |